# 小行星3624
小行星3624（英語：3624 Mironov）是一颗围绕太阳公转的小行星。1982年10月14日，柳德米拉·瓦斯列娜·朱然勒娃、柳德米拉·卡拉季奇在克里米亚发现了此天体。
这颗小行星的绝对星等为49.84000631852679等。